# Đakovica
Đakovica (în sârbă Ђаковица, în albaneză Gjakova) este un municipiu și un oraș în Kosovo. De asemenea, este centrul administrativ al districtului care poartă același nume. Conform recensământului din 2011, populația municipiului este de 94.556 de locuitori.
În perioada otomană orașul a fost un centru comercial. Đakovica a fost afectat de pe urma Primului Război Balcanic, fiind comise abuzuri și violențe asupra civililor. Mai multe pierderi omenești s-au desfășurat în timpul Războiului din Kosovo, fiind unul din locurile de luptă dintre autoritățile iugoslave și Armata de Eliberare din Kosovo. După sfârșitul conflictului, cei mai mulți dintre refugiați s-au întors iar în alegerile din 2001 Liga Democratică din Kosovo a obținut majoritatea voturilor. În 2004 au avut loc revolte în care ultimele cinci sârboaice învârstă au fost evacuate.

## Personalități născute aici
- Fehmi Agani (1932 - 1999), politician kosovar;
- Eros Grezda (n. 1995), fotbalist.